# Rogério Moraes Ferreira
Rogério Moraes Ferreira (født 11. januar 1994) er en brasiliansk håndboldspiller, som spiller i RK Vardar og for Brasiliens herrehåndboldlandshold.